# Qinghe (Haidian)

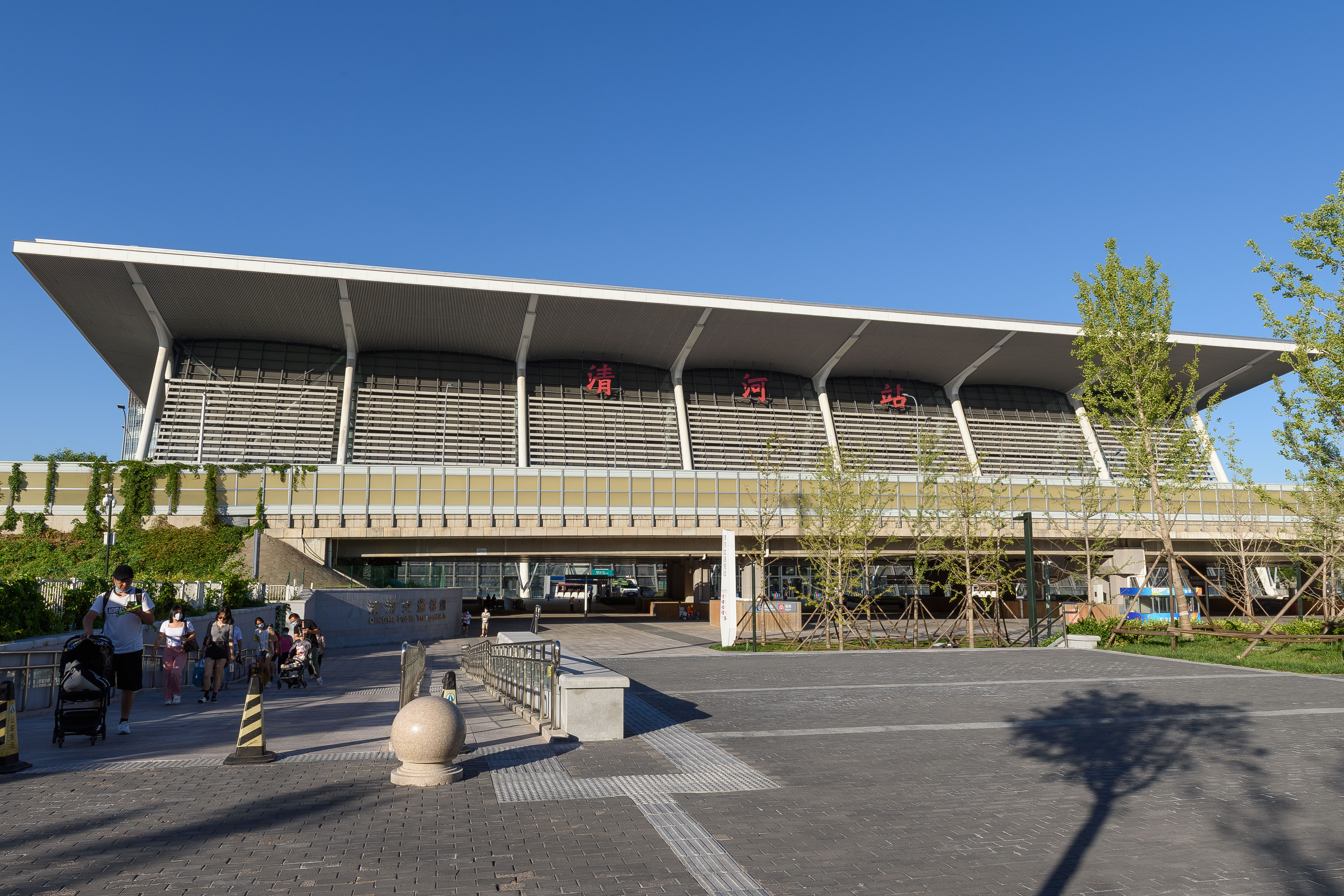
Empfangsgebäude des neuen Bahnhofs

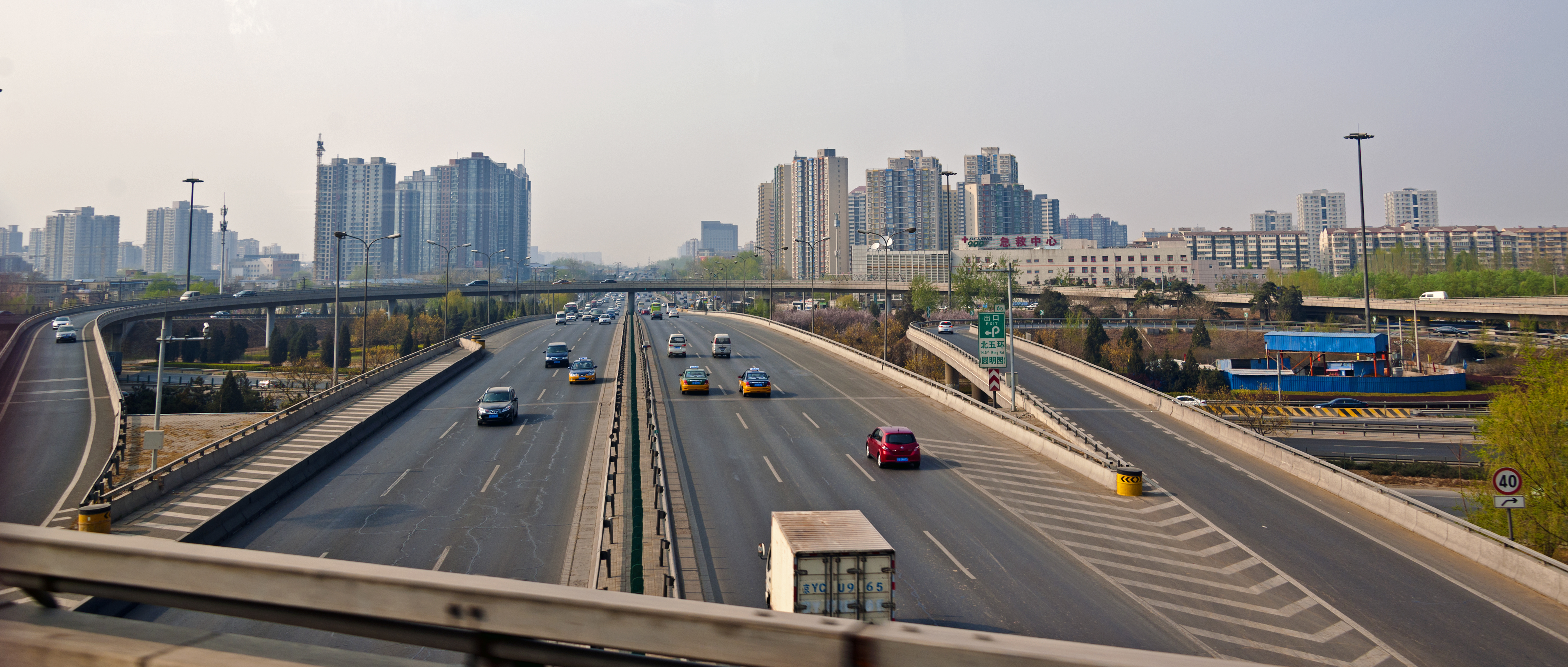
Autobahn Peking–Lhasa (G6) an der Kreuzung mit der 5. Ringstraße im Norden Pekings

Das Straßenviertel Qinghe (chinesisch 清河街道, Pinyin Qīnghé Jiēdào) ist ein chinesisches Straßenviertel im nordöstlichen Stadtbezirk Haidian der chinesischen Hauptstadt Peking, das direkt an der 5. Ringstraße in der Nähe des Autobahnkreuzes Autobahn Peking–Lhasa (G6) liegt. Im Jahr 2020 lebten dort 147.395 Einwohner. Die Raketentruppe der chinesischen Volksbefreiungsarmee hat im Straßenviertel ihr Hauptquartier.